# Pilea monticola
Pilea monticola är en nässelväxtart som beskrevs av Charles Budd Robinson. Pilea monticola ingår i släktet pileor, och familjen nässelväxter. Inga underarter finns listade i Catalogue of Life.